# Бобровицкий район
Бобро́вицкий райо́н (укр. Бобровицький район) — административно-территориальная единица, существовавшая с 1923 по 2020 год. В 1923—1925 годах район входил в состав Черниговского округа Черниговской губернии Украинской ССР Союза ССР, с 1925 по 1930 год — в состав того же округа, входящего напрямую в состав УССР, а в 1930—1932 годах — напрямую в состав Украинской ССР. С 27 февраля до 15 октября 1932 года район входил в состав Киевской области, а с октября 1932 до упразднения в 2020 году район входил в состав Черниговской области Украинской ССР (до 1991 г.) и Украины. Административный центр — город Бобровица.

## Административно-территориальное деление
Всего на территории Бобровицкого района располагались 54 населённых пункта (по данным на 01.01.2006 г.): 1 город (Бобровица) и 53 села. Район состоит из 1 городского совета и 24 сельских советов.

## Экономика
Бобровица и Новый Быков — крупные промышленные центры района. Ведущие отрасли: пищевая (отрасли — маслосыродельная, молочная, сахарная). Аграрный сектор представлен мясо-молочным скотоводством, свиноводством, культивацией зерновых культур и сахарной свеклы.

## География
Бобровицкий район располагался на юго-западе Черниговской области, к югу от Чернигова и к северо-востоку от Киева. При этом Киев был ближе к границам района, чем областной город Чернигов. На северо-западе Бобровицкий район граничил с Козелецким, на северо-востоке — с Носовским районами Черниговщины, а на юго-востоке — со Згуровским, на юге — с Барышевскии, на юго-западе и западе — с Броварским районами Киевской области.
Наивысочайшая точка Бобровицкого района — 140 м. Она была расположена на юге района. Практически весь Бобрлвицкий район был лишён лесного массива, и только в некоторых местах встречались сады. Леса располагались на крайнем севере и юго-западе. Крупнейшие реки: Трубеж, Недра , Басанка, а также Бурчак и Остёр. По землям бывшего района протекает река Супой, её большая часть заболочена.
Через бывший район проходит железнодорожная ветка направления Нежин-Киев длиной 32 км остановочные платформы: Космическая, Попудренко, Макаровка, Раз, Ярославка и Трубеж. Также есть железнодорожная ветка. Она идёт от станции Кобыжча главной дороги до Нового Быкова, длина — 26 км.
Природно-заповедный фонд Бобровицкого района был представлен 32 природоохранными объектами местного значения: 25 заказников (18 гидрологических, 6 ботанических, 1 ландшафтный), 4 памятника природы (3 ботанических, 1 гидрологический), 3 урочища. Крупнейшие объекты: ботанический заказник Кобыжчанская дача площадью 1 684 га и Свидовечский гидрологический заказник — 893 га.

## Археология
Важнейшие археологические памятники района:
| Археологический памятник                                | Количество | Местонахождение                                                    |
| ------------------------------------------------------- | ---------- | ------------------------------------------------------------------ |
| Поселения эпохи бронзы                                  | 1          | Старый Быков                                                       |
| Курганы с погребениями скифских времён 7-2 вв. до н. э. | 5          | Бобровица, Горбачи, Новый Быков, Петровка, Старый Быков, Ярославка |
| Поселения ранних славян черняховской культуры 2-6 вв.   | 2          | Веприк, Щасновка                                                   |
| Городища периода Киевской Руси                          | 5          | Бобровица, Горбачи, Новый Быков, Петровка, Старый Быков, Ярославка |
| Поселения периода Киевской Руси                         | 2          | Бобровица, Горбачи                                                 |

## История
Бобровицкий район был образован в 1923 году. С 1923 по 1930 год он входил в состав Черниговского округа, который до лета 1925 года входил в состав Черниговской губернии, а затем находился в прямом подчинении Украинской Советской Социалистической Республике. После упразднения округа в июле 1930 года Бобровицкий район был подчинён напрямую союзной республике.
27 октября 1932 года Бобровицкий район вошёл в состав Киевской области, а 15 октября того же года — в состав вновь образованной Черниговской области.
10 сентября 1959 года к Бобровицкому району была присоединена часть территории упразднённого Новобасанского района. 17 июля 2020 года в результате административно-территориальной реформы Бобровицкий район был упразднён. Территория входивших в его состав администраций вошла в состав Нежинского района.

## Образование
В Бобровицком районе было 16 средних, 14 восьмилетних, 23 начальных школы и Бобровицкий колледж экономики и менеджменту им. О. Майновой. Кроме этого были Старобасанская вспомогательная и Тимковская лесная школы. Во всём районе есть только три детских сада: Бобровица, Новая Басань и Кобыжча.

## Интересные факты
- Ульянченко, Вера Ивановна — известная уроженка района. Уроженка села Озеряны.
- В селе Пески находится музей П. Г. Тычины, родившегося здесь.
- Яков Устинович Рощепий — изобретатель одной из систем автоматической винтовки и самоходного комбайна, является уроженцем этих краёв.